# Presidente de Eslovaquia
El presidente de la República Eslovaca (En Eslovaco: Prezidenta Slovenskej Republiky) es el jefe de Estado de ese país. Su actual titular es Peter Pellegrini. 
El cargo es elegido mediante voto popular y dura 5 años, el cargo tiene la posibilidad de ser reelegido solo un año.
También, el salario de los presidentes eslovacos es de aprox. 110,880€ anuales.
En caso de que el presidente no pueda desempeñar sus funciones o si queda vacante por cualquier motivo, el presidente del Consejo Nacional y el primer ministro desempeñan en conjunto las funciones del presidente.

## República Soviética Eslovaca(1919)
| Presidente del Comité Revolucionario | Presidente del Comité Revolucionario | Presidente del Comité Revolucionario | Inicio del gobierno | Fin del gobierno   | Partido                   | Elecciones |
| ------------------------------------ | ------------------------------------ | ------------------------------------ | ------------------- | ------------------ | ------------------------- | ---------- |
|                                      |                                      | Antonín Janoušek (1877 – 1941)       | 20 de junio de 1919 | 7 de julio de 1919 | Partido Comunista Húngaro | -          |

## Estado Eslovaco(1939-1945)
| Presidente de la República Eslovaca | Presidente de la República Eslovaca | Presidente de la República Eslovaca | Inicio del gobierno | Fin del gobierno   | Partido                  | Elecciones |
| ----------------------------------- | ----------------------------------- | ----------------------------------- | ------------------- | ------------------ | ------------------------ | ---------- |
|                                     |                                     | Jozef Tiso (1887-1947)              | 14 de marzo de 1939 | 4 de abril de 1945 | Partido Popular Eslovaco | -          |

## Presidentes de la República Eslovaca desde 1993
El presidente de la república es el jefe del Estado Eslovaco. La mayor parte de sus funciones son de carácter ceremonial. Tras la independencia de Eslovaquia en 1993, el primer ministro asumió las funciones de jefe de Estado hasta que el Parlamento Eslovaco eligió un presidente con un mandato de cinco años. En 1998 el parlamento no fue capaz de designar un presidente, obligando a su líder y al primer ministro a asumir las funciones del jefe del Estado. Al transcurrir un año sin que el parlamento pudiese alcanzar un acuerdo, se procedió a modificar la constitución y el presidente de la República Eslovaca pasó a ser elegido directamente por los electores por un mandato de cinco años, necesitando el candidato más votado superar el 50% de los votos para ser designado en primera vuelta. Las primeras elecciones presidenciales tuvieron lugar en 1999.
| N.º | Presidente    | Presidente               | Partido             | Término en el cargo   | Término en el cargo   | Elecciones   |
| --- | ------------- | ------------------------ | ------------------- | --------------------- | --------------------- | ------------ |
| —   |               | Vladimír Mečiar (1942-)  | ĽS-HZDS             | 1 de enero de 1993    | 2 de marzo de 1993    | En funciones |
| 1   |               | Michal Kováč (1930-2016) | ĽS-HZDS             | 2 de marzo de 1993    | 2 de marzo de 1998    | 1993         |
| —   |               | Vladimír Mečiar (1942-)  | ĽS-HZDS             | 2 de marzo de 1998    | 30 de octubre de 1998 | En funciones |
| —   |               | Mikuláš Dzurinda (1955-) | KDH                 | 30 de octubre de 1998 | 15 de junio de 1999   | En funciones |
| 2   |               | Rudolf Schuster (1934-)  | SOP                 | 15 de junio de 1999   | 15 de junio de 2004   | 1999         |
| 3   |               | Ivan Gašparovič (1941-)  | HZD                 | 15 de junio de 2004   | 15 de junio de 2009   | 2004         |
|     | Independiente | Ivan Gašparovič (1941-)  | 15 de junio de 2009 | 15 de junio de 2014   | 2009                  |              |
| 4   |               | Andrej Kiska (1963-)     | Independiente       | 15 de junio de 2014   | 15 de junio de 2019   | 2014         |
| 5   |               | Zuzana Čaputová (1973-)  | PS                  | 15 de junio de 2019   | 15 de junio de 2024   | 2019         |
| 6   |               | Peter Pellegrini (1975-) | Hlas-SD             | 15 de junio de 2024   | En el cargo           | 2024         |